# 24 Heures du Mans 2024
Navigation
Édition précédente Édition suivante
Les 24 Heures du Mans 2024 sont la 92e édition de l'épreuve et se déroulent les 15 et 16 juin 2024 sur le circuit de la Sarthe. Elles constituent la 4e épreuve du Championnat du monde d'endurance FIA 2024. Cette édition marque l'arrivée de nouveaux constructeurs dans la catégorie Hypercar.

## Engagés

### Invités
La participation aux 24 Heures du Mans se fait sur invitation uniquement.

#### Invitation dans la catégorie «Garage 56» ouInnovative car
Afin de promouvoir les nouvelles technologies, l'ACO peut inviter un concurrent présentant une voiture innovante (en catégorie « Garage 56 » ou « Innovative car ») ne répondant pas aux règlements techniques en vigueur du Championnat du monde d'endurance de la FIA.

#### Invitations automatiques
| Raison de l'invitation                                                                          | HYPERCAR               | LMP2                  | LMGT3              |
| ----------------------------------------------------------------------------------------------- | ---------------------- | --------------------- | ------------------ |
| Champions ELMS 2023 (LMP2 et GTE)                                                               |                        | Algarve Pro Racing    | Proton Competition |
| Deuxième ELMS 2023 (LMP2)                                                                       |                        | United Autosports USA |                    |
| Champion ELMS 2023 (LMP2 Pro-Am)                                                                |                        | AF Corse              |                    |
| Champion ELMS 2023 (LMP3)                                                                       |                        | Cool Racing           |                    |
| Lauréat du trophée Jim Trueman (en) attribué par l'IMSA WeatherTech SportsCar Championship 2023 |                        | George Kurtz          |                    |
| Lauréat du trophée Bob Akin attribué par l'IMSA WeatherTech SportsCar Championship 2023         |                        |                       | Brendan Iribe      |
| Troisième invitation attribuée par l'IMSA                                                       | Whelen Cadillac Racing |                       |                    |
| Champions Asian Le Mans Series 2024 (LMP2 et GT3)                                               |                        | Non honorée           | Pure Rxcing        |
| Champion GT World Challenge Europe Endurance Cup 2023 (Bronze Cup)                              |                        |                       | Non honorée        |

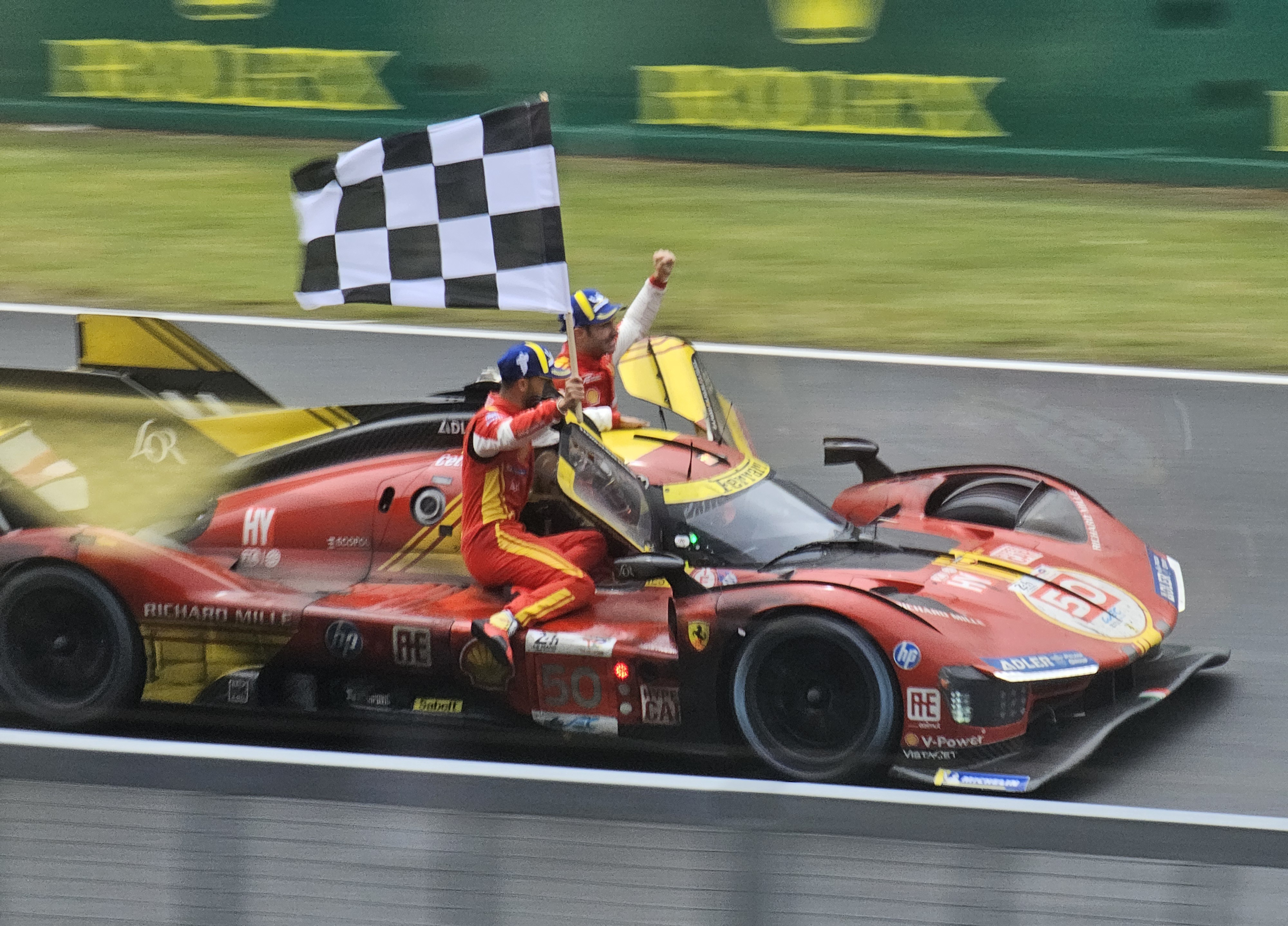
L'équipage de la Ferrari 499P no 50 célébrant, devant la foule, sa victoire lors des 24 Heures du Mans 2024.

L'écurie portugaise Algarve Pro Racing, disposant d'une invitation via son titre de champion ELMS 2023 et d'une invitation via le trophée Jim Trueman (en) attribuée par l'IMSA WeatherTech SportsCar Championship 2023 a décidé de ne pas honorer sa troisième invitation gagnée à la suite de son titre de champion Asian Le Mans Series 2024.

#### Invitation des concurrents engagés dans le Championnat du monde d’endurance de la FIA 2024
Les écuries engagées dans le Championnat du monde d'endurance FIA 2024 sont invitées (les 24 Heures du Mans étant une épreuve de ce championnat).

#### Autres invitations
Les autres invitations sont distribuées à la discrétion de l'ACO (parmi les candidatures déposées).

### Liste officielle
Lors de cette édition 2024 des 24 Heures du Mans, 186 pilotes s'élancent de la grille de départ.
| 28 Français     | 26 Britanniques | 17 Américains | 19 Italiens   | 14 Danois                  |
| 8 Allemands     | 8 Japonais      | 8 Suisses     | 6 Belges      | 6 Brésiliens               |
| 6 Néerlandais   | 5 Espagnols     | 4 Autrichiens | 3 Australiens | 3 Canadiens                |
| 3 Néo-Zélandais | 2 Argentins     | 2 Polonais    | 2 Portugais   | + 14 représentants uniques |

Championnat dans lequel la voiture est engagée :
- European Le Mans Series
- WeatherTech SportsCar Championship
- Asian Le Mans Series

Classe dans laquelle la voiture est engagée :
- LMP2
- LMP2 Pro/Am

| N°                        | Écurie                    | Voiture                       | Type     | Pneu     | Pilote 1                  | Pilote 2                 | Pilote 3              |
| Hypercar                  | Hypercar                  | Hypercar                      | Hypercar | Hypercar | Hypercar                  | Hypercar                 | Hypercar              |
| ------------------------- | ------------------------- | ----------------------------- | -------- | -------- | ------------------------- | ------------------------ | --------------------- |
| 2                         | Cadillac Racing           | Cadillac V-Series.R           | LMDh     | M        | Earl Bamber               | Alex Lynn                | Álex Palou            |
| 3                         | Cadillac Racing           | Cadillac V-Series.R           | LMDh     | M        | Sébastien Bourdais        | Renger van der Zande     | Scott Dixon           |
| 4                         | Porsche Penske Motorsport | Porsche 963                   | LMDh     | M        | Mathieu Jaminet           | Felipe Nasr              | Nick Tandy            |
| 5                         | Porsche Penske Motorsport | Porsche 963                   | LMDh     | M        | Matt Campbell             | Michael Christensen      | Frédéric Makowiecki   |
| 6                         | Porsche Penske Motorsport | Porsche 963                   | LMDh     | M        | Kévin Estre               | André Lotterer           | Laurens Vanthoor      |
| 7                         | Toyota Gazoo Racing       | Toyota GR010 Hybrid           | LMH      | M        | José María López          | Kamui Kobayashi          | Nyck de Vries         |
| 8                         | Toyota Gazoo Racing       | Toyota GR010 Hybrid           | LMH      | M        | Sébastien Buemi           | Brendon Hartley          | Ryō Hirakawa          |
| 11                        | Isotta Fraschini          | Isotta Fraschini Tipo 6 LMH-C | LMH      | M        | Carl Bennett              | Antonio Serravalle       | Jean-Karl Vernay      |
| 12                        | Hertz Team Jota           | Porsche 963                   | LMDh     | M        | Will Stevens              | Norman Nato              | Callum Ilott          |
| 15                        | BMW M Team WRT            | BMW M Hybrid V8               | LMDh     | M        | Dries Vanthoor            | Raffaele Marciello       | Marco Wittmann        |
| 19                        | Lamborghini Iron Lynx     | Lamborghini SC63              | LMDh     | M        | Andrea Caldarelli         | Romain Grosjean          | Matteo Cairoli        |
| 20                        | BMW M Team WRT            | BMW M Hybrid V8               | LMDh     | M        | Sheldon van der Linde     | Robin Frijns             | René Rast             |
| 35                        | Alpine Endurance Team     | Alpine A424                   | LMDh     | M        | Paul-Loup Chatin          | Ferdinand Habsburg       | Charles Milesi        |
| 36                        | Alpine Endurance Team     | Alpine A424                   | LMDh     | M        | Nicolas Lapierre          | Mick Schumacher          | Matthieu Vaxiviere    |
| 38                        | Hertz Team Jota           | Porsche 963                   | LMDh     | M        | Oliver Rasmussen          | Phil Hanson              | Jenson Button         |
| 50                        | Ferrari AF Corse          | Ferrari 499P                  | LMH      | M        | Antonio Fuoco             | Miguel Molina            | Nicklas Nielsen       |
| 51                        | Ferrari AF Corse          | Ferrari 499P                  | LMH      | M        | Alessandro Pier Guidi     | James Calado             | Antonio Giovinazzi    |
| 63                        | Lamborghini Iron Lynx     | Lamborghini SC63              | LMDh     | M        | Mirko Bortolotti          | Daniil Kvyat             | Edoardo Mortara       |
| 83                        | AF Corse                  | Ferrari 499P                  | LMH      | M        | Robert Kubica             | Robert Shwartzman        | Ye Yifei              |
| 93                        | Peugeot TotalEnergies     | Peugeot 9X8                   | LMH      | M        | Paul di Resta             | Mikkel Jensen            | Jean-Éric Vergne      |
| 94                        | Peugeot TotalEnergies     | Peugeot 9X8                   | LMH      | M        | Loïc Duval                | Nico Müller              | Stoffel Vandoorne     |
| 99                        | Proton Competition        | Porsche 963                   | LMDh     | M        | Harry Tincknell           | Neel Jani                | Julien Andlauer       |
| 311                       | Whelen Cadillac Racing    | Cadillac V-Series.R           | LMDh     | M        | Jack Aitken               | Pipo Derani              | Felipe Drugovich      |
| LMP2                      |                           |                               |          |          |                           |                          |                       |
| 9                         | Proton Competition        | Oreca 07                      | P2       | G        | Jonas Ried                | Macéo Capietto           | Bent Viscaal          |
| 10                        | Vector Sport              | Oreca 07                      | P2       | G        | Patrick Pilet             | Ryan Cullen              | Stéphane Richelmi     |
| 14                        | AO by TF                  | Oreca 07                      | PA       | G        | P. J. Hyett (en)          | Louis Delétraz           | Alex Quinn            |
| 22                        | United Autosports         | Oreca 07                      | P2       | G        | Oliver Jarvis             | Bijoy Garg (en)          | Nolan Siegel (en)     |
| 23                        | United Autosports USA     | Oreca 07                      | PA       | G        | Ben Keating               | Filipe Albuquerque       | Ben Hanley            |
| 24                        | Nielsen Racing            | Oreca 07                      | P2       | G        | Fabio Scherer             | David Heinemeier Hansson | Kyffin Simpson        |
| 25                        | Algarve Pro Racing        | Oreca 07                      | P2       | G        | Olli Caldwell             | Matthias Kaiser          | Roman De Angelis (en) |
| 28                        | IDEC Sport                | Oreca 07                      | P2       | G        | Reshad de Gerus           | Paul Lafargue            | Job van Uitert        |
| 30                        | Duqueine Team             | Oreca 07                      | PA       | G        | James Allen               | Jean-Baptiste Simmenauer | John Falb             |
| 33                        | DKR Engineering           | Oreca 07                      | PA       | G        | Alexander Mattschull (de) | René Binder              | Laurents Hörr         |
| 34                        | Inter Europol Competition | Oreca 07                      | P2       | G        | Jakub Śmiechowski         | Clément Novalak          | Vladislav Lomko       |
| 37                        | COOL Racing               | Oreca 07                      | P2       | G        | Lorenzo Fluxá             | Malthe Jakobsen          | Ritomo Miyata         |
| 45                        | CrowdStrike Racing by APR | Oreca 07                      | PA       | G        | George Kurtz              | Colin Braun              | Nicky Catsburg        |
| 47                        | COOL Racing               | Oreca 07                      | PA       | G        | Naveen Rao (de)           | Matthew Bell             | Frederik Vesti        |
| 65                        | Panis Racing              | Oreca 07                      | PA       | G        | Rodrigo Sales             | Mathias Beche            | Scott Huffaker (en)   |
| 183                       | AF Corse                  | Oreca 07                      | PA       | G        | François Perrodo          | Ben Barnicoat            | Nicolás Varrone (en)  |
| LMGT3                     |                           |                               |          |          |                           |                          |                       |
| 27                        | Heart of Racing Team      | Aston Martin Vantage GT3      | LMGT3    | G        | Ian James                 | Daniel Mancinelli        | Alex Riberas          |
| 31                        | Team WRT                  | BMW M4 GT3                    | LMGT3    | G        | Darren Leung (nl)         | Sean Gelael              | Augusto Farfus        |
| 44                        | Proton Competition        | Ford Mustang GT3              | LMGT3    | G        | John Hartshorne           | Ben Tuck                 | Christopher Mies      |
| 46                        | Team WRT                  | BMW M4 GT3                    | LMGT3    | G        | Ahmad Al Harthy           | Valentino Rossi          | Maxime Martin         |
| 54                        | Vista AF Corse            | Ferrari 296 GT3               | LMGT3    | G        | Francesco Castellacci     | Thomas Flohr             | Davide Rigon          |
| 55                        | Vista AF Corse            | Ferrari 296 GT3               | LMGT3    | G        | François Hériau           | Simon Mann               | Alessio Rovera        |
| 59                        | United Autosports         | McLaren 720S GT3 Evo          | LMGT3    | G        | James Cottingham          | Nicolas Costa            | Grégoire Saucy        |
| 60                        | Iron Lynx                 | Lamborghini Huracán GT3 EVO2  | LMGT3    | G        | Claudio Schiavoni         | Matteo Cressoni          | Franck Perera         |
| 66                        | JMW Motorsport            | Ferrari 296 GT3               | LMGT3    | G        | Giacomo Petrobelli        | Larry ten Voorde (en)    | Salih Yoluç           |
| 70                        | Inception Racing          | McLaren 720S GT3 Evo          | LMGT3    | G        | Brendan Iribe             | Ollie Millroy            | Frederik Schandorff   |
| 77                        | Proton Competition        | Ford Mustang GT3              | LMGT3    | G        | Ryan Hardwick             | Zacharie Robichon        | Ben Barker            |
| 78                        | Akkodis ASP Team          | Lexus RC F GT3                | LMGT3    | G        | Arnold Robin              | Timur Boguslavskiy       | Kelvin van der Linde  |
| 81                        | TF Sport                  | Chevrolet Corvette Z06 GT3.R  | LMGT3    | G        | Rui Andrade               | Charlie Eastwood         | Tom van Rompuy (de)   |
| 82                        | TF Sport                  | Chevrolet Corvette Z06 GT3.R  | LMGT3    | G        | Sébastien Baud            | Daniel Juncadella        | Hiroshi Koizumi       |
| 85                        | Iron Dames                | Lamborghini Huracán GT3 EVO2  | LMGT3    | G        | Sarah Bovy                | Michelle Gatting         | Rahel Frey            |
| 86                        | GR Racing                 | Ferrari 296 GT3               | LMGT3    | G        | Michael Wainwright        | Daniel Serra             | Riccardo Pera         |
| 87                        | Akkodis ASP Team          | Lexus RC F GT3                | LMGT3    | G        | Takeshi Kimura            | Esteban Masson           | Jack Hawksworth       |
| 88                        | Proton Competition        | Ford Mustang GT3              | LMGT3    | G        | Giorgio Roda              | Mikkel O. Pedersen       | Dennis Olsen          |
| 91                        | Manthey EMA               | Porsche 911 GT3 R             | LMGT3    | G        | Yasser Shahin (en)        | Morris Schuring          | Richard Lietz         |
| 92                        | Manthey Pure Rxcing       | Porsche 911 GT3 R             | LMGT3    | G        | Alex Malykhin (en)        | Joel Sturm (nl)          | Klaus Bachler         |
| 95                        | United Autosports         | McLaren 720S GT3 Evo          | LMGT3    | G        | Hiroshi Hamaguchi (en)    | Marino Sato              | Nicolas Pino          |
| 155                       | Spirit of Race            | Ferrari 296 GT3               | LMGT3    | G        | Johnny Laursen            | Conrad Laursen           | Jordan Taylor         |
| 777                       | D'Station Racing          | Aston Martin Vantage GT3      | LMGT3    | G        | Satoshi Hoshino           | Erwan Bastard            | Marco Sørensen        |
| Sources : endurance-info. |                           |                               |          |          |                           |                          |                       |

#### Réservistes
| Ordre | Catégorie | N° | Pays | Écurie                    | Voiture                  | Pneu | Pilote 1           | Pilote 2                 | Pilote 3          |
| ----- | --------- | -- | ---- | ------------------------- | ------------------------ | ---- | ------------------ | ------------------------ | ----------------- |
| 1     | Hypercar  | 79 |      | Proton Competition        | Porsche 963              | M    | Gianmaria Bruni    | TBA                      | TBA               |
| 2     | LMP2      | 43 |      | Inter Europol Competition | Oreca 07                 | G    | TBA                | TBA                      | TBA               |
| 3     | LMGT3     | 72 |      | Racing Spirit of Léman    | Aston Martin Vantage GT3 | G    | Derek DeBoer       | Valentin Hasse-Clot (de) | Maxime Robin (de) |
| 4     | LMGT3     | 74 |      | Kessel Racing             | Ferrari 296 GT3          | G    | John Hartshorne    | TBA                      | TBA               |
| 5     | LMGT3     | 52 |      | Formula Racing            | Ferrari 296 GT3          | G    | TBA                | TBA                      | TBA               |
| 6     | LMP2      | 29 |      | Richard Mille par TDS     | Oreca 07                 | G    | TBA                | TBA                      | TBA               |
| 7     | LMP2      | 41 |      | Staysail Motorsport       | Oreca 07                 | G    | Michael Dinan (en) | TBA                      | TBA               |

## Journée Test
| Pos. | Classe   | N°  | Écurie                    | Séance 1       | Séance 2       |
| ---- | -------- | --- | ------------------------- | -------------- | -------------- |
| 1    | Hypercar | 6   | Porsche Penske Motorsport | 3 min 29 s 205 | 3 min 26 s 907 |
| 2    | Hypercar | 4   | Porsche Penske Motorsport | 3 min 29 s 915 | 3 min 27 s 142 |
| 3    | Hypercar | 8   | Toyota Gazoo Racing       | 3 min 29 s 823 | 3 min 27 s 615 |
| 4    | Hypercar | 5   | Porsche Penske Motorsport | 3 min 29 s 885 | 3 min 27 s 773 |
| 5    | Hypercar | 50  | Ferrari AF Corse          | 3 min 30 s 589 | 3 min 28 s 014 |
| 6    | Hypercar | 20  | BMW M Team WRT            | 3 min 29 s 433 | 3 min 28 s 072 |
| 7    | Hypercar | 63  | Lamborghini Iron Lynx     | 3 min 29 s 639 | 3 min 28 s 222 |
| 8    | Hypercar | 83  | AF Corse                  | 3 min 29 s 732 | 3 min 28 s 248 |
| 9    | Hypercar | 7   | Toyota Gazoo Racing       | 3 min 28 s 467 | 3 min 28 s 827 |
| 10   | Hypercar | 12  | Hertz Team JOTA           | 3 min 31 s 267 | 3 min 28 s 487 |
| 11   | Hypercar | 38  | Hertz Team JOTA           | 3 min 31 s 269 | 3 min 29s 043  |
| 12   | Hypercar | 51  | Ferrari AF Corse          | 3 min 30 s 367 | 3 min 29s 162  |
| 13   | Hypercar | 94  | Peugeot TotalEnergies     | 3 min 30 s 853 | 3 min 29s 326  |
| 14   | Hypercar | 311 | Whelen Cadillac Racing    | 3 min 32 s 414 | 3 min 29s 360  |
| 15   | Hypercar | 15  | BMW M Team WRT            | 3 min 31 s 899 | 3 min 29s 580  |
| 16   | Hypercar | 2   | Cadillac Racing           | 3 min 31 s 882 | 3 min 29s 617  |
| 17   | Hypercar | 36  | Alpine Endurance Team     | 3 min 32 s 505 | 3 min 29s 620  |
| 18   | Hypercar | 19  | Lamborghini Iron Lynx     | 3 min 31 s 964 | 3 min 29s 750  |
| 19   | Hypercar | 3   | Cadillac Racing           | 3 min 37 s 422 | 3 min 29s 767  |
| 20   | Hypercar | 35  | Alpine Endurance Team     | 3 min 32 s 728 | 3 min 29s 828  |
| 21   | Hypercar | 93  | Peugeot TotalEnergies     | 3 min 30 s 136 | 3 min 29s 888  |
| 22   | Hypercar | 99  | Proton Competition        | 3 min 30 s 423 | 3 min 31 s 411 |
| 23   | Hypercar | 11  | Isotta Franchini          | 3 min 35 s 758 | 3 min 33 s 006 |
| 24   | LMP2     | 22  | United Autosports         | 3 min 37 s 176 | 3 min 34 s 704 |
| 25   | LMP2     | 25  | Algarve Pro Racing        | 3 min 38 s 665 | 3 min 35 s 981 |
| 26   | LMP2     | 30  | Duqueine Team             | 3 min 39 s 629 | 3 min 36 s 354 |
| 27   | LMP2     | 23  | United Autosports USA     | 3 min 38 s 264 | 3 min 36 s 623 |
| 28   | LMP2     | 183 | AF Corse                  | 3 min 39 s 619 | 3 min 36 s 750 |
| 29   | LMP2     | 65  | Panis Racing              | 3 min 38 s 159 | 3 min 36 s 898 |
| 30   | LMP2     | 28  | IDEC Sport                | 3 min 37 s 044 | 3 min 37 s 939 |
| 31   | LMP2     | 9   | Proton Competition        | 3 min 41 s 248 | 3 min 37 s 169 |
| 32   | LMP2     | 34  | Inter Europol Competition | 3 min 37 s 762 | 3 min 37 s 385 |
| 33   | LMP2     | 14  | AO by TF                  | 3 min 37 s 394 | 3 min 37 s 689 |
| 34   | LMP2     | 45  | Crowdstrike Racing by APR | 3 min 39 s 262 | 3 min 37 s 456 |
| 35   | LMP2     | 10  | Vector Sport              | 3 min 38 s 641 | 3 min 37 s 802 |
| 36   | LMP2     | 24  | Nielsen Racing            | 3 min 41 s 007 | 3 min 37 s 848 |
| 37   | LMP2     | 33  | DKR Engineering           | 3 min 43 s 812 | 3 min 37 s 968 |
| 38   | LMP2     | 37  | COOL Racing               | 3 min 38 s 266 | 3 min 38 s 216 |
| 39   | LMP2     | 47  | COOL Racing               | 3 min 40 s 299 | 3 min 39 s 995 |
| 40   | LMGT3    | 82  | TF Sport                  | 4 min 02 s 343 | 3 min 59 s 883 |
| 41   | LMGT3    | 27  | Heart of Racing           | 4 min 01 s 721 | 3 min 59 s 920 |
| 42   | LMGT3    | 31  | Team WRT                  | 4 min 00 s 929 | 3 min 59 s 920 |
| 43   | LMGT3    | 78  | Akkodis ASP Team          | 4 min 00 s 106 | 4 min 01 s 366 |
| 44   | LMGT3    | 60  | Iron Lynx                 | 4 min 01 s 533 | 4 min 00 s 121 |
| 45   | LMGT3    | 59  | United Autosports         | 4 min 01 s 173 | 4 min 00 s 184 |
| 46   | LMGT3    | 95  | United Autosports         | 4 min 02 s 388 | 4 min 00 s 278 |
| 47   | LMGT3    | 85  | Iron Dames                | 4 min 01 s 645 | 4 min 00 s 378 |
| 48   | LMGT3    | 46  | Team WRT                  | 4 min 01 s 329 | 4 min 00 s 417 |
| 49   | LMGT3    | 81  | TF Sport                  | 4 min 03 s 966 | 4 min 00 s 444 |
| 50   | LMGT3    | 86  | GR Racing                 | 4 min 02 s 573 | 4 min 00 s 467 |
| 51   | LMGT3    | 70  | Inception Racing          | 4 min 01 s 194 | 4 min 00 s 481 |
| 52   | LMGT3    | 44  | Proton Competition        | 4 min 02 s 276 | 4 min 00 s 587 |
| 53   | LMGT3    | 55  | Vista AF Corse            | 4 min 03 s 590 | 4 min 00 s 639 |
| 54   | LMGT3    | 54  | Vista AF Corse            | 4 min 01 s 171 | 4 min 00 s 657 |
| 55   | LMGT3    | 87  | Akkodis ASP Team          | 4 min 00 s 668 | 4 min 05 s 108 |
| 56   | LMGT3    | 777 | D'Station Racing          | 4 min 04 s 385 | 4 min 01 s 125 |
| 57   | LMGT3    | 66  | JMW Motorsport            | 4 min 02 s 473 | 4 min 01 s 186 |
| 58   | LMGT3    | 88  | Proton Competition        | 4 min 01 s 921 | 4 min 01 s 379 |
| 59   | LMGT3    | 155 | Spirit of Race            | 4 min 02 s 544 | 4 min 01 s 459 |
| 60   | LMGT3    | 77  | Proton Competition        | 4 min 02 s 567 | 4 min 01 s 703 |
| 61   | LMGT3    | 91  | Manthey EMA               | 4 min 03 s 128 | 4 min 01 s 873 |
| 62   | LMGT3    | 92  | Manthey PureRxcing        | 4 min 03 s 088 | 4 min 02 s 224 |

## Qualifications

### Classement final
| Pos. | Classe   | N°  | Équipe                    | Qualification  | Hyperpole      | Grille |
| ---- | -------- | --- | ------------------------- | -------------- | -------------- | ------ |
| 1    | Hypercar | 6   | Porsche Penske Motorsport | 3 min 25 s 051 | 3 min 24 s 634 | 1      |
| 2    | Hypercar | 2   | Cadillac Racing           | 3 min 24 s 993 | 3 min 24 s 782 | 7      |
| 3    | Hypercar | 3   | Cadillac Racing           | 3 min 24 s 642 | 3 min 24 s 816 | 2      |
| 4    | Hypercar | 51  | Ferrari AF Corse          | 3 min 25 s 049 | 3 min 25 s 156 | 3      |
| 5    | Hypercar | 50  | Ferrari AF Corse          | 3 min 24 s 731 | 3 min 25 s 598 | 4      |
| 6    | Hypercar | 35  | Alpine Endurance Team     | 3 min 24 s 872 | 3 min 25 s 713 | 5      |
| 7    | Hypercar | 15  | BMW M Team WRT            | 3 min 24 s 465 | -              | 6      |
| 8    | Hypercar | 12  | Hertz Team JOTA           | 3 min 25 s 145 | -              | 8      |
| 9    | Hypercar | 36  | Alpine Endurance Team     | 3 min 25 s 278 |                | 9      |
| 10   | Hypercar | 5   | Porsche Penske Motorsport | 3 min 25 s 307 |                | 10     |
| 11   | Hypercar | 8   | Toyota Gazoo Racing       | 3 min 25 s 446 |                | 11     |
| 12   | Hypercar | 83  | AF Corse                  | 3 min 25 s 766 |                | 12     |
| 13   | Hypercar | 63  | Lamborghini Iron Lynx     | 3 min 25 s 973 |                | 13     |
| 14   | Hypercar | 99  | Proton Competition        | 3 min 25 s 992 |                | 14     |
| 15   | Hypercar | 93  | Peugeot TotalEnergies     | 3 min 26 s 195 |                | 15     |
| 16   | Hypercar | 20  | BMW M Team WRT            | 3 min 26 s 223 |                | 16     |
| 17   | Hypercar | 38  | Hertz Team JOTA           | 3 min 26 s 290 |                | 17     |
| 18   | Hypercar | 311 | Whelen Cadillac Racing    | 3 min 26 s 311 |                | 18     |
| 19   | Hypercar | 4   | Porsche Penske Motorsport | 3 min 26 s 362 |                | 19     |
| 20   | Hypercar | 94  | Peugeot TotalEnergies     | 3 min 27 s 251 |                | 20     |
| 21   | Hypercar | 19  | Lamborghini Iron Lynx     | 3 min 27 s 655 |                | 21     |
| 22   | Hypercar | 11  | Isotta Franchini          | 3 min 29 s 865 |                | 22     |
| 23   | LMP2     | 14  | AO by TF                  | 3 min 33 s 134 | 3 min 33 s 217 | 24     |
| 24   | LMP2     | 28  | IDEC Sport                | 3 min 34 s 215 | 3 min 33 s 827 | 25     |
| 25   | LMP2     | 65  | Panis Racing              | 3 min 33 s 827 | 3 min 34 s 053 | 26     |
| 26   | LMP2     | 23  | United Autosports USA     | 3 min 33 s 430 | 3 min 34 s 221 | 27     |
| 27   | LMP2     | 22  | United Autosports         | 3 min 34 s 480 | 3 min 34 s 270 | 28     |
| 28   | LMP2     | 37  | COOL Racing               | 3 min 32 s 827 | 3 min 34 s 773 | 29     |
| 29   | LMP2     | 33  | DKR Engineering           | 3 min 34 s 330 | 3 min 35 s 699 | 30     |
| 30   | LMP2     | 10  | Vector Sport              | 3 min 34 s 262 | 3 min 35 s 855 | 31     |
| 31   | LMP2     | 183 | AF Corse                  | 3 min 34 s 767 |                | 32     |
| 32   | LMP2     | 24  | Nielsen Racing            | 3 min 34 s 794 |                | 33     |
| 33   | LMP2     | 34  | Inter Europol Competition | 3 min 34 s 885 |                | 34     |
| 34   | LMP2     | 9   | Proton Competition        | 3 min 34 s 963 |                | 35     |
| 35   | LMP2     | 30  | Duqueine Team             | 3 min 35 s 070 |                | 36     |
| 36   | LMP2     | 47  | COOL Racing               | 3 min 35 s 360 |                | 37     |
| 37   | LMP2     | 25  | Algarve Pro Racing        | 3 min 35 s 474 |                | 38     |
| 38   | LMP2     | 45  | Crowdstrike Racing by APR | 3 min 39 s 222 |                | 39     |
| 39   | LMGT3    | 70  | Inception Racing          | 3 min 55 s 406 | 3 min 58 s 120 | 40     |
| 40   | LMGT3    | 92  | Manthey PureRxcing        | 3 min 56 s 189 | 3 min 58 s 928 | 41     |
| 41   | LMGT3    | 66  | JMW Motorsport            | 3 min 56 s 443 | 3 min 58 s 938 | 42     |
| 42   | LMGT3    | 77  | Proton Competition        | 3 min 55 s 263 | 3 min 59 s 443 | 43     |
| 43   | LMGT3    | 27  | Heart of Racing           | 3 min 56 s 243 | 3 min 59 s 655 | 44     |
| 44   | LMGT3    | 777 | D'Station Racing          | 3 min 56 s 500 | 4 min 02 s 787 | 45     |
| 45   | LMGT3    | 82  | TF Sport                  | 3 min 56 s 105 | 4 min 03 s 681 | 46     |
| 46   | LMGT3    | 60  | Iron Lynx                 | 3 min 56 s 153 | 4 min 04 s 495 | 47     |
| 47   | LMGT3    | 85  | Iron Dames                | 3 min 56 s 530 |                | 48     |
| 48   | LMGT3    | 87  | Akkodis ASP Team          | 3 min 56 s 561 |                | 49     |
| 49   | LMGT3    | 59  | United Autosports         | 3 min 56 s 710 |                | 50     |
| 50   | LMGT3    | 46  | Team WRT                  | 3 min 56 s 738 |                | 51     |
| 51   | LMGT3    | 54  | Vista AF Corse            | 3 min 56 s 780 |                | 52     |
| 52   | LMGT3    | 44  | Proton Competition        | 3 min 56 s 836 |                | 53     |
| 53   | LMGT3    | 31  | Team WRT                  | 3 min 56 s 947 |                | 54     |
| 54   | LMGT3    | 91  | Manthey EMA               | 3 min 57 s 026 |                | 55     |
| 55   | LMGT3    | 88  | Proton Competition        | 3 min 57 s 221 |                | 56     |
| 56   | LMGT3    | 81  | TF Sport                  | 3 min 57 s 296 |                | 57     |
| 57   | LMGT3    | 95  | United Autosports         | 3 min 57 s 313 |                | 58     |
| 58   | LMGT3    | 155 | Spirit of Race            | 3 min 57 s 349 |                | 59     |
| 59   | LMGT3    | 78  | Akkodis ASP Team          | 3 min 57 s 441 |                | 60     |
| 60   | LMGT3    | 55  | Vista AF Corse            | 3 min 58 s 282 |                | 61     |
| 61   | Hypercar | 7   | Toyota Gazoo Racing       | -              |                | 23     |
| 62   | LMGT3    | 86  | GR Racing                 | -              |                | 62     |

## Course
Du 15 juin 2024 à 16 h au 16 juin 2024 à 16 h.

### Classements intermédiaires
| Pos. | Après la 1re heure | Après la 1re heure                                                              | Après 6 heures | Après 6 heures                                                                       | Après 12 heures | Après 12 heures                                                                 | Après 18 heures | Après 18 heures                                                                      |
| Pos. | n°                 | Voiture / Pilotes                                                               | n°             | Voiture / Pilotes                                                                    | n°              | Voiture / Pilotes                                                               | n°              | Voiture / Pilotes                                                                    |
| ---- | ------------------ | ------------------------------------------------------------------------------- | -------------- | ------------------------------------------------------------------------------------ | --------------- | ------------------------------------------------------------------------------- | --------------- | ------------------------------------------------------------------------------------ |
| 1    | 50                 | Ferrari AF Corse Ferrari 499P (Hypercar) Fuoco - Molina - Nielsen               | 83             | AF Corse Ferrari 499P (Hypercar) Kubica - Shwartzman - Ye                            | 8               | Toyota Gazoo Racing Toyota GR010 Hybrid (Hypercar) Buemi - Hartley - Hirakawa   | 6               | Porsche Penske Motorsport Porsche 963 (Hypercar) Estre - Lotterer - Vanthoor         |
| 2    | 6                  | Porsche Penske Motorsport Porsche 963 (Hypercar) Estre - Lotterer - Vanthoor    | 5              | Porsche Penske Motorsport Porsche 963 (Hypercar) Campbell - Christensen - Makowiecki | 6               | Porsche Penske Motorsport Porsche 963 (Hypercar) Estre - Lotterer - Vanthoor    | 8               | Toyota Gazoo Racing Toyota GR010 Hybrid (Hypercar) Buemi - Hartley - Hirakawa        |
| 3    | 51                 | Ferrari AF Corse Ferrari 499P (Hypercar) Pier Guidi - Calado - Giovinazzi       | 8              | Toyota Gazoo Racing Toyota GR010 Hybrid (Hypercar) Buemi - Hartley - Hirakawa        | 7               | Toyota Gazoo Racing Toyota GR010 Hybrid (Hypercar) López - Kobayashi - de Vries | 2               | Cadillac Racing Cadillac V-Series.R (Hypercar) Bamber - Lynn - Palou                 |
| 4    | 3                  | Cadillac Racing Cadillac V-Series.R (Hypercar) Bourdais - van der Zande - Dixon | 50             | Ferrari AF Corse Ferrari 499P (Hypercar) Fuoco - Molina - Nielsen                    | 50              | Ferrari AF Corse Ferrari 499P (Hypercar) Fuoco - Molina - Nielsen               | 5               | Porsche Penske Motorsport Porsche 963 (Hypercar) Campbell - Christensen - Makowiecki |
| 5    | 8                  | Toyota Gazoo Racing Toyota GR010 Hybrid (Hypercar) Buemi - Hartley - Hirakawa   | 6              | Porsche Penske Motorsport Porsche 963 (Hypercar) Estre - Lotterer - Vanthoor         | 83              | AF Corse Ferrari 499P (Hypercar) Kubica - Shwartzman - Ye                       | 83              | AF Corse Ferrari 499P (Hypercar) Kubica - Shwartzman - Ye                            |

### Classement final de la course
| Pos   | Classe      | no  | Écurie                    | Pilotes                                               | Châssis                              | Pneus | Tours | Temps / Abandon                             |
| Pos   | Classe      | no  | Écurie                    | Pilotes                                               | Moteur                               | Pneus | Tours | Temps / Abandon                             |
| ----- | ----------- | --- | ------------------------- | ----------------------------------------------------- | ------------------------------------ | ----- | ----- | ------------------------------------------- |
| 1     | Hypercar    | 50  | Ferrari AF Corse          | Antonio Fuoco Nicklas Nielsen Miguel Molina           | Ferrari 499P                         | M     | 311   | 24 h 1 min 55 s 856                         |
| 1     | Hypercar    | 50  | Ferrari AF Corse          | Antonio Fuoco Nicklas Nielsen Miguel Molina           | Ferrari 3,0 L V6 Bi-Turbo            | M     | 311   | 24 h 1 min 55 s 856                         |
| 2     | Hypercar    | 7   | Toyota Gazoo Racing       | José María López Kamui Kobayashi Nyck de Vries        | Toyota GR010 Hybrid                  | M     | 311   | + 14 s 221                                  |
| 2     | Hypercar    | 7   | Toyota Gazoo Racing       | José María López Kamui Kobayashi Nyck de Vries        | Toyota 3.5L V6 Bi-Turbo (Hybrid)     | M     | 311   | + 14 s 221                                  |
| 3     | Hypercar    | 51  | Ferrari AF Corse          | Alessandro Pier Guidi James Calado Antonio Giovinazzi | Ferrari 499P                         | M     | 311   | + 36 s 730                                  |
| 3     | Hypercar    | 51  | Ferrari AF Corse          | Alessandro Pier Guidi James Calado Antonio Giovinazzi | Ferrari 3,0 L V6 Bi-Turbo            | M     | 311   | + 36 s 730                                  |
| 4     | Hypercar    | 6   | Porsche Penske Motorsport | Kévin Estre André Lotterer Laurens Vanthoor           | Porsche 963                          | M     | 311   | + 37 s 897                                  |
| 4     | Hypercar    | 6   | Porsche Penske Motorsport | Kévin Estre André Lotterer Laurens Vanthoor           | Porsche 9RD 4,6 L V8 Bi-Turbo        | M     | 311   | + 37 s 897                                  |
| 5     | Hypercar    | 8   | Toyota Gazoo Racing       | Sébastien Buemi Brendon Hartley Ryō Hirakawa          | Toyota GR010 Hybrid                  | M     | 311   | + 1 min 2 s 824                             |
| 5     | Hypercar    | 8   | Toyota Gazoo Racing       | Sébastien Buemi Brendon Hartley Ryō Hirakawa          | Toyota 3,5 L V6 Bi-Turbo             | M     | 311   | + 1 min 2 s 824                             |
| 6     | Hypercar    | 5   | Porsche Penske Motorsport | Matt Campbell Michael Christensen Frédéric Makowiecki | Porsche 963                          | M     | 311   | + 1 min 45 s 654                            |
| 6     | Hypercar    | 5   | Porsche Penske Motorsport | Matt Campbell Michael Christensen Frédéric Makowiecki | Porsche 9RD 4,6 L V8 Bi-Turbo        | M     | 311   | + 1 min 45 s 654                            |
| 7     | Hypercar    | 2   | Cadillac Racing           | Earl Bamber Alex Lynn Álex Palou                      | Cadillac V-Series.R                  | M     | 311   | + 2 min 34 s 468                            |
| 7     | Hypercar    | 2   | Cadillac Racing           | Earl Bamber Alex Lynn Álex Palou                      | Cadillac LMC55R 5,5 L V8 Atmo        | M     | 311   | + 2 min 34 s 468                            |
| 8     | Hypercar    | 12  | Hertz Team Jota           | Will Stevens Norman Nato Callum Ilott                 | Porsche 963                          | M     | 311   | + 3 min 2 s 691                             |
| 8     | Hypercar    | 12  | Hertz Team Jota           | Will Stevens Norman Nato Callum Ilott                 | Porsche 9RD 4,6 L V8 Bi-Turbo        | M     | 311   | + 3 min 2 s 691                             |
| 9     | Hypercar    | 38  | Hertz Team Jota           | Oliver Rasmussen Phil Hanson Jenson Button            | Porsche 963                          | M     | 311   | + 3 min 36 s 756                            |
| 9     | Hypercar    | 38  | Hertz Team Jota           | Oliver Rasmussen Phil Hanson Jenson Button            | Porsche 9RD 4,6 L V8 Bi-Turbo        | M     | 311   | + 3 min 36 s 756                            |
| 10    | Hypercar    | 63  | Lamborghini Iron Lynx     | Mirko Bortolotti Daniil Kvyat Edoardo Mortara         | Lamborghini SC63                     | M     | 309   | + 2 tours                                   |
| 10    | Hypercar    | 63  | Lamborghini Iron Lynx     | Mirko Bortolotti Daniil Kvyat Edoardo Mortara         | Lamborghini 3.8L V8 Bi-Turbo         | M     | 309   | + 2 tours                                   |
| 11    | Hypercar    | 94  | Peugeot TotalEnergies     | Loïc Duval Stoffel Vandoorne Paul di Resta            | Peugeot 9X8                          | M     | 309   | + 2 tours                                   |
| 11    | Hypercar    | 94  | Peugeot TotalEnergies     | Loïc Duval Stoffel Vandoorne Paul di Resta            | Peugeot X6H 2,6 L V6 Bi-Turbo        | M     | 309   | + 2 tours                                   |
| 12    | Hypercar    | 93  | Peugeot TotalEnergies     | Jean-Éric Vergne Mikkel Jensen Nico Müller            | Peugeot 9X8                          | M     | 309   | + 2 tours                                   |
| 12    | Hypercar    | 93  | Peugeot TotalEnergies     | Jean-Éric Vergne Mikkel Jensen Nico Müller            | Peugeot X6H 2,6 L V6 Bi-Turbo        | M     | 309   | + 2 tours                                   |
| 13    | Hypercar    | 19  | Lamborghini Iron Lynx     | Romain Grosjean Andrea Caldarelli Matteo Cairoli      | Lamborghini SC63                     | M     | 309   | + 2 tours                                   |
| 13    | Hypercar    | 19  | Lamborghini Iron Lynx     | Romain Grosjean Andrea Caldarelli Matteo Cairoli      | Lamborghini 3.8L V8 Bi-Turbo         | M     | 309   | + 2 tours                                   |
| 14    | Hypercar    | 11  | Isotta Fraschini          | Carl Bennett Jean-Karl Vernay Antonio Serravalle      | Isotta Fraschini Tipo 6 LMH-C        | M     | 302   | + 9 tours                                   |
| 14    | Hypercar    | 11  | Isotta Fraschini          | Carl Bennett Jean-Karl Vernay Antonio Serravalle      | Isotta HWA 3.0 L V6 Turbo Hybrid     | M     | 302   | + 9 tours                                   |
| 15    | LMP2        | 22  | United Autosports         | Oliver Jarvis Bijoy Garg (en) Nolan Siegel (en)       | Oreca 07                             | G     | 297   | + 14 tours                                  |
| 15    | LMP2        | 22  | United Autosports         | Oliver Jarvis Bijoy Garg (en) Nolan Siegel (en)       | Gibson GK428 4,2 L V8 Atmo           | G     | 297   | + 14 tours                                  |
| 16    | LMP2        | 34  | Inter Europol Competition | Jakub Śmiechowski Clément Novalak Vladislav Lomko     | Oreca 07                             | G     | 297   | + 14 tours                                  |
| 16    | LMP2        | 34  | Inter Europol Competition | Jakub Śmiechowski Clément Novalak Vladislav Lomko     | Gibson GK428 4,2 L V8 Atmo           | G     | 297   | + 14 tours                                  |
| 17    | LMP2        | 28  | IDEC Sport                | Paul Lafargue Job van Uitert Reshad de Gerus          | Oreca 07                             | G     | 297   | + 14 tours                                  |
| 17    | LMP2        | 28  | IDEC Sport                | Paul Lafargue Job van Uitert Reshad de Gerus          | Gibson GK428 4,2 L V8 Atmo           | G     | 297   | + 14 tours                                  |
| 18    | LMP2 Pro-Am | 183 | AF Corse                  | Ben Barnicoat François Perrodo Nicolás Varrone (en)   | Oreca 07                             | G     | 297   | + 14 tours                                  |
| 18    | LMP2 Pro-Am | 183 | AF Corse                  | Ben Barnicoat François Perrodo Nicolás Varrone (en)   | Gibson GK428 4,2 L V8 Atmo           | G     | 297   | + 14 tours                                  |
| 19    | LMP2        | 10  | Vector Sport              | Ryan Cullen Patrick Pilet Stéphane Richelmi           | Oreca 07                             | G     | 297   | + 14 tours                                  |
| 19    | LMP2        | 10  | Vector Sport              | Ryan Cullen Patrick Pilet Stéphane Richelmi           | Gibson GK428 4,2 L V8 Atmo           | G     | 297   | + 14 tours                                  |
| 20    | LMP2 Pro-Am | 14  | AO by TF                  | P.J. Hyett (en) Louis Delétraz Alex Quinn             | Oreca 07                             | G     | 295   | + 16 tours                                  |
| 20    | LMP2 Pro-Am | 14  | AO by TF                  | P.J. Hyett (en) Louis Delétraz Alex Quinn             | Gibson GK428 4,2 L V8 Atmo           | G     | 295   | + 16 tours                                  |
| 21    | LMP2 Pro-Am | 33  | DKR Engineering           | Alexander Mattschull (de) René Binder Laurents Hörr   | Oreca 07                             | G     | 295   | + 16 tours                                  |
| 21    | LMP2 Pro-Am | 33  | DKR Engineering           | Alexander Mattschull (de) René Binder Laurents Hörr   | Gibson GK428 4,2 L V8 Atmo           | G     | 295   | + 16 tours                                  |
| 22    | LMP2        | 25  | Algarve Pro Racing        | Olli Caldwell Matthias Kaiser Roman De Angelis (en)   | Oreca 07                             | G     | 294   | + 17 tours                                  |
| 22    | LMP2        | 25  | Algarve Pro Racing        | Olli Caldwell Matthias Kaiser Roman De Angelis (en)   | Gibson GK428 4,2 L V8 Atmo           | G     | 294   | + 17 tours                                  |
| 23    | LMP2 Pro-Am | 65  | Panis Racing              | Rodrigo Sales Mathias Beche Scott Huffaker (en)       | Oreca 07                             | G     | 293   | + 18 tours                                  |
| 23    | LMP2 Pro-Am | 65  | Panis Racing              | Rodrigo Sales Mathias Beche Scott Huffaker (en)       | Gibson GK428 4,2 L V8 Atmo           | G     | 293   | + 18 tours                                  |
| 24    | LMP2 Pro-Am | 47  | COOL Racing               | Naveen Rao (de) Matthew Bell Frederik Vesti           | Oreca 07                             | G     | 291   | + 20 tours                                  |
| 24    | LMP2 Pro-Am | 47  | COOL Racing               | Naveen Rao (de) Matthew Bell Frederik Vesti           | Gibson GK428 4,2 L V8 Atmo           | G     | 291   | + 20 tours                                  |
| 25    | LMP2        | 24  | Nielsen Racing            | Fabio Scherer David Heinemeier Hansson Kyffin Simpson | Oreca 07                             | G     | 291   | + 20 tours                                  |
| 25    | LMP2        | 24  | Nielsen Racing            | Fabio Scherer David Heinemeier Hansson Kyffin Simpson | Gibson GK428 4,2 L V8 Atmo           | G     | 291   | + 20 tours                                  |
| 26    | LMP2        | 37  | COOL Racing               | Lorenzo Fluxá Malthe Jakobsen Ritomo Miyata           | Oreca 07                             | G     | 289   | + 22 tours                                  |
| 26    | LMP2        | 37  | COOL Racing               | Lorenzo Fluxá Malthe Jakobsen Ritomo Miyata           | Gibson GK428 4,2 L V8 Atmo           | G     | 289   | + 22 tours                                  |
| 27    | LMGT3       | 91  | Manthey EMA               | Yasser Shahin (en) Morris Schuring (nl) Richard Lietz | Porsche 911 GT3 R                    | G     | 281   | + 30 tours                                  |
| 27    | LMGT3       | 91  | Manthey EMA               | Yasser Shahin (en) Morris Schuring (nl) Richard Lietz | Porsche 4.2L Flat-6 Atmo             | G     | 281   | + 30 tours                                  |
| 28    | LMGT3       | 31  | Team WRT                  | Darren Leung (nl) Sean Gelael Augusto Farfus          | BMW M4 GT3                           | G     | 280   | + 31 tours                                  |
| 28    | LMGT3       | 31  | Team WRT                  | Darren Leung (nl) Sean Gelael Augusto Farfus          | BMW P58 3.0L I6 M TwinPower Turbo    | G     | 280   | + 31 tours                                  |
| 29    | Hypercar    | 311 | Whelen Cadillac Racing    | Jack Aitken Pipo Derani Felipe Drugovich              | Cadillac V-Series.R                  | M     | 280   | + 31 tours                                  |
| 29    | Hypercar    | 311 | Whelen Cadillac Racing    | Jack Aitken Pipo Derani Felipe Drugovich              | Cadillac LMC55R 5,5 L V8 Atmo        | M     | 280   | + 31 tours                                  |
| 30    | LMGT3       | 88  | Proton Competition        | Giorgio Roda Mikkel O. Pedersen Dennis Olsen          | Ford Mustang GT3                     | G     | 280   | + 31 tours                                  |
| 30    | LMGT3       | 88  | Proton Competition        | Giorgio Roda Mikkel O. Pedersen Dennis Olsen          | Ford Coyote 5.4L V8 Atmo             | G     | 280   | + 31 tours                                  |
| 31    | LMGT3       | 44  | Proton Competition        | John Hartshorne Ben Tuck Christopher Mies             | Ford Mustang GT3                     | G     | 280   | + 31 tours                                  |
| 31    | LMGT3       | 44  | Proton Competition        | John Hartshorne Ben Tuck Christopher Mies             | Ford Coyote 5.4L V8 Atmo             | G     | 280   | + 31 tours                                  |
| 32    | LMGT3       | 85  | Iron Dames                | Sarah Bovy Michelle Gatting Rahel Frey                | Lamborghini Huracán GT3 EVO2         | G     | 279   | + 32 tours                                  |
| 32    | LMGT3       | 85  | Iron Dames                | Sarah Bovy Michelle Gatting Rahel Frey                | Lamborghini DGF 5.2L V10 Atmo        | G     | 279   | + 32 tours                                  |
| 33    | LMGT3       | 55  | Vista AF Corse            | François Hériau Simon Mann Alessio Rovera             | Ferrari 296 GT3                      | G     | 279   | + 32 tours                                  |
| 33    | LMGT3       | 55  | Vista AF Corse            | François Hériau Simon Mann Alessio Rovera             | Ferrari F163CE 3.0L V6 Bi-Turbo      | G     | 279   | + 32 tours                                  |
| 34    | LMGT3       | 78  | Akkodis ASP Team          | Arnold Robin Timur Boguslavskiy Kelvin van der Linde  | Lexus RC F GT3                       | G     | 279   | + 32 tours                                  |
| 34    | LMGT3       | 78  | Akkodis ASP Team          | Arnold Robin Timur Boguslavskiy Kelvin van der Linde  | Lexus 2UR-GSE 5.4L V8 Atmo           | G     | 279   | + 32 tours                                  |
| 35    | LMGT3       | 155 | Spirit of Race            | Johnny Laursen Conrad Laursen Jordan Taylor           | Ferrari 296 GT3                      | G     | 279   | + 32 tours                                  |
| 35    | LMGT3       | 155 | Spirit of Race            | Johnny Laursen Conrad Laursen Jordan Taylor           | Ferrari F163CE 3.0L V6 Bi-Turbo      | G     | 279   | + 32 tours                                  |
| 36    | LMGT3       | 777 | D'Station Racing          | Satoshi Hoshino Erwan Bastard Marco Sørensen          | Aston Martin Vantage GT3             | G     | 279   | + 32 tours                                  |
| 36    | LMGT3       | 777 | D'Station Racing          | Satoshi Hoshino Erwan Bastard Marco Sørensen          | Aston Martin M177 4.0L V8 Bi-turbo   | G     | 279   | + 32 tours                                  |
| 37    | LMGT3       | 87  | Akkodis ASP Team          | Takeshi Kimura (en) Esteban Masson Jack Hawksworth    | Lexus RC F GT3                       | G     | 279   | + 32 tours                                  |
| 37    | LMGT3       | 87  | Akkodis ASP Team          | Takeshi Kimura (en) Esteban Masson Jack Hawksworth    | Lexus 2UR-GSE 5.4L V8 Atmo           | G     | 279   | + 32 tours                                  |
| 38    | LMGT3       | 82  | TF Sport                  | Sébastien Baud (en) Daniel Juncadella Hiroshi Koizumi | Chevrolet Corvette Z06 GT3.R         | G     | 278   | + 33 tours                                  |
| 38    | LMGT3       | 82  | TF Sport                  | Sébastien Baud (en) Daniel Juncadella Hiroshi Koizumi | Chevrolet LT6.R 5.5L V8 Atmo         | G     | 278   | + 33 tours                                  |
| 39    | LMGT3       | 86  | GR Racing                 | Michael Wainwright Daniel Serra Riccardo Pera         | Ferrari 296 GT3                      | G     | 278   | + 33 tours                                  |
| 39    | LMGT3       | 86  | GR Racing                 | Michael Wainwright Daniel Serra Riccardo Pera         | Ferrari F163CE 3.0L V6 Bi-Turbo      | G     | 278   | + 33 tours                                  |
| 40    | LMGT3       | 70  | Inception Racing          | Brendan Iribe Ollie Millroy Frederik Schandorff       | McLaren 720S GT3 Evo                 | G     | 275   | + 36 tours                                  |
| 40    | LMGT3       | 70  | Inception Racing          | Brendan Iribe Ollie Millroy Frederik Schandorff       | McLaren M840T 4.0L V8Bi-Turbo        | G     | 275   | + 36 tours                                  |
| 41    | LMGT3       | 92  | Manthey Pure Rxcing       | Alex Malykhin (en) Joel Sturm (nl) Klaus Bachler      | Porsche 911 GT3 R                    | G     | 273   | + 38 tours                                  |
| 41    | LMGT3       | 92  | Manthey Pure Rxcing       | Alex Malykhin (en) Joel Sturm (nl) Klaus Bachler      | Porsche 4.2L Flat-6 Atmo             | G     | 273   | + 38 tours                                  |
| 42    | LMP2 Pro-Am | 23  | United Autosports USA     | Ben Keating Filipe Albuquerque Ben Hanley             | Oreca 07                             | G     | 272   | + 39 tours                                  |
| 42    | LMP2 Pro-Am | 23  | United Autosports USA     | Ben Keating Filipe Albuquerque Ben Hanley             | Gibson GK428 4,2 L V8 Atmo           | G     | 272   | + 39 tours                                  |
| 43    | LMGT3       | 81  | TF Sport                  | Rui Andrade Charlie Eastwood Tom van Rompuy (de)      | Chevrolet Corvette Z06 GT3.R         | G     | 267   | + 44 tours                                  |
| 43    | LMGT3       | 81  | TF Sport                  | Rui Andrade Charlie Eastwood Tom van Rompuy (de)      | Chevrolet LT6.R 5.5L V8 Atmo         | G     | 267   | + 44 tours                                  |
| 44    | LMGT3       | 60  | Iron Lynx                 | Claudio Schiavoni Matteo Cressoni Franck Perera       | Lamborghini Huracán GT3 EVO2         | G     | 258   | + 53 tours                                  |
| 44    | LMGT3       | 60  | Iron Lynx                 | Claudio Schiavoni Matteo Cressoni Franck Perera       | Lamborghini DGF 5.2L V10 Atmo        | G     | 258   | + 53 tours                                  |
| 45    | Hypercar    | 99  | Proton Competition        | Harry Tincknell Neel Jani Julien Andlauer             | Porsche 963                          | M     | 251   | + 60 tours                                  |
| 45    | Hypercar    | 99  | Proton Competition        | Harry Tincknell Neel Jani Julien Andlauer             | Porsche 9RD 4,6 L V8 Bi-Turbo        | M     | 251   | + 60 tours                                  |
| 46    | LMGT3       | 77  | Proton Competition        | Ryan Hardwick Zacharie Robichon Ben Barker            | Ford Mustang GT3                     | G     | 227   | + 84 tours                                  |
| 46    | LMGT3       | 77  | Proton Competition        | Ryan Hardwick Zacharie Robichon Ben Barker            | Ford Coyote 5.4L V8 Atmo             | G     | 227   | + 84 tours                                  |
| N. c. | Hypercar    | 20  | BMW M Team WRT            | Sheldon van der Linde Robin Frijns René Rast          | BMW M Hybrid V8                      | M     | 96    | Non classé (Distance parcourue trop faible) |
| N. c. | Hypercar    | 20  | BMW M Team WRT            | Sheldon van der Linde Robin Frijns René Rast          | BMW P66/3 4.0L V8 Bi-Turbo           | M     | 96    | Non classé (Distance parcourue trop faible) |
| Abd.  | Hypercar    | 83  | AF Corse                  | Robert Kubica Robert Shwartzman Ye Yifei              | Ferrari 499P                         | M     | 248   | Batterie                                    |
| Abd.  | Hypercar    | 83  | AF Corse                  | Robert Kubica Robert Shwartzman Ye Yifei              | Ferrari 3,0 L V6 Bi-Turbo            | M     | 248   | Batterie                                    |
| Abd.  | Hypercar    | 3   | Cadillac Racing           | Sébastien Bourdais Renger van der Zande Scott Dixon   | Cadillac V-Series.R                  | M     | 223   | Fuite d'essence                             |
| Abd.  | Hypercar    | 3   | Cadillac Racing           | Sébastien Bourdais Renger van der Zande Scott Dixon   | Cadillac LMC55R 5,5 L V8 Atmo        | M     | 223   | Fuite d'essence                             |
| Abd.  | LMGT3       | 59  | United Autosports         | James Cottingham Nicolas Costa Grégoire Saucy         | McLaren 720S GT3 Evo                 | G     | 220   | Problème mécanique                          |
| Abd.  | LMGT3       | 59  | United Autosports         | James Cottingham Nicolas Costa Grégoire Saucy         | McLaren M840T 4.0L V8Bi-Turbo        | G     | 220   | Problème mécanique                          |
| Abd.  | LMGT3       | 95  | United Autosports         | Hiroshi Hamaguchi (en) Marino Sato Nicolas Pino       | McLaren 720S GT3 Evo                 | G     | 212   | Transmission                                |
| Abd.  | LMGT3       | 95  | United Autosports         | Hiroshi Hamaguchi (en) Marino Sato Nicolas Pino       | McLaren M840T 4.0L V8Bi-Turbo        | G     | 212   | Transmission                                |
| Abd.  | Hypercar    | 4   | Porsche Penske Motorsport | Mathieu Jaminet Felipe Nasr Nick Tandy                | Porsche 963                          | M     | 211   | Accident                                    |
| Abd.  | Hypercar    | 4   | Porsche Penske Motorsport | Mathieu Jaminet Felipe Nasr Nick Tandy                | Porsche 9RD 4,6 L V8 Bi-Turbo        | M     | 211   | Accident                                    |
| Abd.  | LMGT3       | 27  | Heart of Racing Team      | Ian James Daniel Mancinelli Alex Riberas              | Aston Martin Vantage GT3             | G     | 196   | Accident                                    |
| Abd.  | LMGT3       | 27  | Heart of Racing Team      | Ian James Daniel Mancinelli Alex Riberas              | Aston Martin M177 4.0L V8 Bi-turbo   | G     | 196   | Accident                                    |
| Abd.  | LMP2 Pro-Am | 45  | CrowdStrike Racing by APR | George Kurtz Colin Braun Nicky Catsburg               | Oreca 07                             | G     | 149   | Perte d'une roue                            |
| Abd.  | LMP2 Pro-Am | 45  | CrowdStrike Racing by APR | George Kurtz Colin Braun Nicky Catsburg               | Gibson GK428 4,2 L V8 Atmo           | G     | 149   | Perte d'une roue                            |
| Abd.  | LMP2 Pro-Am | 30  | Duqueine Team             | James Allen Jean-Baptiste Simmenauer John Falb        | Oreca 07                             | G     | 112   | Moteur                                      |
| Abd.  | LMP2 Pro-Am | 30  | Duqueine Team             | James Allen Jean-Baptiste Simmenauer John Falb        | Gibson GK428 4,2 L V8 Atmo           | G     | 112   | Moteur                                      |
| Abd.  | LMGT3       | 66  | JMW Motorsport            | Giacomo Petrobelli Larry ten Voorde (en) Salih Yoluç  | Ferrari 296 GT3                      | G     | 112   | Problème mécanique                          |
| Abd.  | LMGT3       | 66  | JMW Motorsport            | Giacomo Petrobelli Larry ten Voorde (en) Salih Yoluç  | Ferrari F163CE 3.0L V6 Bi-Turbo      | G     | 112   | Problème mécanique                          |
| Abd.  | LMGT3       | 46  | Team WRT                  | Ahmad Al Harthy Valentino Rossi Maxime Martin         | BMW M4 GT3                           | G     | 109   | Accident                                    |
| Abd.  | LMGT3       | 46  | Team WRT                  | Ahmad Al Harthy Valentino Rossi Maxime Martin         | BMW P58 3.0L I6 M TwinPower Turbo    | G     | 109   | Accident                                    |
| Abd.  | Hypercar    | 15  | BMW M Team WRT            | Dries Vanthoor Raffaele Marciello Marco Wittmann      | BMW M Hybrid V8                      | M     | 102   | Accident                                    |
| Abd.  | Hypercar    | 15  | BMW M Team WRT            | Dries Vanthoor Raffaele Marciello Marco Wittmann      | BMW P66/3 4.0L V8 Bi-Turbo           | M     | 102   | Accident                                    |
| Abd.  | Hypercar    | 36  | Alpine Endurance Team     | Nicolas Lapierre Mick Schumacher Matthieu Vaxiviere   | Alpine A424                          | M     | 88    | Moteur                                      |
| Abd.  | Hypercar    | 36  | Alpine Endurance Team     | Nicolas Lapierre Mick Schumacher Matthieu Vaxiviere   | Mecachrome V634 3.4L V6 Turbo Hybrid | M     | 88    | Moteur                                      |
| Abd.  | LMP2        | 9   | Proton Competition        | Jonas Ried Macéo Capietto Bent Viscaal                | Oreca 07                             | G     | 86    | Problème mécanique                          |
| Abd.  | LMP2        | 9   | Proton Competition        | Jonas Ried Macéo Capietto Bent Viscaal                | Gibson GK428 4,2 L V8 Atmo           | G     | 86    | Problème mécanique                          |
| Abd.  | Hypercar    | 35  | Alpine Endurance Team     | Paul-Loup Chatin Ferdinand Habsburg Charles Milesi    | Alpine A424                          | M     | 75    | Moteur                                      |
| Abd.  | Hypercar    | 35  | Alpine Endurance Team     | Paul-Loup Chatin Ferdinand Habsburg Charles Milesi    | Mecachrome V634 3.4L V6 Turbo Hybrid | M     | 75    | Moteur                                      |
| Abd.  | LMGT3       | 54  | Vista AF Corse            | Francesco Castellacci Thomas Flohr Davide Rigon       | Ferrari 296 GT3                      | G     | 30    | Accident                                    |
| Abd.  | LMGT3       | 54  | Vista AF Corse            | Francesco Castellacci Thomas Flohr Davide Rigon       | Ferrari F163CE 3.0L V6 Bi-Turbo      | G     | 30    | Accident                                    |

## Records du tour
- Meilleur tour en course absolu :  Kamui Kobayashi sur Toyota GR010 Hybrid en 3 min 28 s 756 au tour 254.
- Meilleur tour en course catégorie Hypercar :  Kamui Kobayashi sur Toyota GR010 Hybrid en 3 min 28 s 756 au tour 254.
- Meilleur tour en course catégorie LMP2 :  Oliver Jarvis sur Oreca 07 en 3 min 38 s 224 au tour 247.
- Meilleur tour en course catégorie LMGT3 :   Conrad Laursen sur Ferrari 296 GT3 en 3 min 57 s 429 au tour 217.

## À noter
- Longueur du circuit : 13,626 km (13 626 m)
- Nombre de virages : 38
- Nom du circuit : Circuit automobile de la Sarthe
- Lieu : Le Mans, Pays de la Loire, France